# Jaden Slory
Jaden Slory, né le 9 mai 2005 à Rotterdam aux Pays-Bas, est un footballeur néerlandais qui évolue au poste d'ailier droit au Feyenoord Rotterdam.

## Biographie

### En club
Né à Rotterdam aux Pays-Bas, Jaden Slory est formé par le Feyenoord Rotterdam. Il signe son premier contrat professionnel le 22 juin 2021, alors âgé de 16 ans. Il est lié au club jusqu'en juin 2024.
Le 29 août 2024, Jaden Slory rejoint le FC Dordrecht, où il est prêté par Feyenoord pour une saison.

### En équipe nationale
Jaden Slory se fait remarquer avec l'équipe des Pays-Bas des moins de 17 ans en réalisant un doublé le 11 novembre 2021 contre le Mexique, contribuant à la victoire de son équipe par cinq buts à zéro. Avec cette sélection il est convoqué pour participer au championnat d'Europe des moins de 17 ans en 2022. Titulaire lors de cette compétition, il délivre une passe décisive pour Gabriel Misehouy dès le premier match de groupe face à la Bulgarie le 17 mai, contribuant ainsi à la victoire de son équipe (1-3 score final). Les Pays-Bas affrontent la Serbie en demi-finale et Slory s'y montre décisif en délivrant une passe décisive pour Jason van Duiven sur l'ouverture du score puis en marquant un but. Mais à égalité après les prolongations (2-2), les deux équipes se départagent aux tirs au but, desquels ils sortent vainqueur. Il est de nouveau titularisé lors de la finale face à la France le 1er juin 2022 et ouvre le score. Son équipe s'incline toutefois par deux buts à un.

## Palmarès

### En sélection
Pays-Bas -17 ans
- Championnat d'Europe -17 ans :
  - Finaliste : 2022.